# Augustodunum
Augustodunum es el antiguo nombre celta latinizado de la ciudad francesa de Autun, fundada en el siglo I a. C. El nombre se compone de Augusto, el nombre del primer emperador romano, y del término celta dunum ("fortaleza").
Situada en la provincia de la Galia Lugdunense, fue fundada hacia el 16-13 a. C. por el emperador Augusto a orillas del río Atuvaros (Arroux). Se ubicaba sobre una de las principales vías de comunicación del pueblo heduo que unía el oppidum de Bibracte, a unos 20 km al oeste, con Cavillonum (Chalon-sur-Saône). Roma pretendía con este movimiento reafirmar su poder en la zona y eclipsar el otrora poderoso Bibracte, cuya población se trasladó a la nueva ciudad. Augustodunum, que más tarde se convirtió en capital de los heduos (Civitas Aeduorum), se desarrolló hasta convertirse en un centro administrativo, económico, político, intelectual y espiritual del poder romano.
Ostentaba el título de "soror et aemula Romae" (hermana y émula de Roma), que atestigua la gran importancia que tenía en la época romana, y fue elevada posiblemente al estatus de colonia en tiempos de Augusto. En ella confluían una quincena de calzadas romanas y contaba con una muralla de once metros de altura, seis kilómetros de murallas, cuatro puertas monumentales y una cincuentena de torres. La muralla, que protegía una superficie de unas 200 hectáreas, tenía una función tanto defensiva como ceremonial.
Además de las murallas, se construyeron varias edificaciones que le dieron un gran prestigio, como un teatro (uno de los más grandes del mundo romano), un anfiteatro y templos. Sus Escuelas Menianas constituían un foco de intensa vida intelectual y literaria. Los notables fomentaron el desarrollo de una educación de excelencia en torno a las escuelas de Derecho y Letras, en las que tenían un papel importante los estudios de geografía e historia. Según cuenta Tácito, allí se reunían "todos los jóvenes más nobles de la Galia". Augustodunum fue la ciudad natal del orador y rétor Eumenio, gran valedor de las Escuelas Menianas.
La ciudad fue tomada por el heduo Julio Sacroviro en el año 21 d. C. En el 270 fue sometida a un asedio de casi siete meses, capturada y destruida por el usurpador Victorino. Posteriormente fue reconstruida bajo el reinado del emperador Constantino.

## Historia
En el año de 2013 se descubrieron los primeros indicios de ocupación humana del lugar anteriores a la época de Augusto. La ciudad de Augustodunum (Autun) se fundó durante el reinado de Augusto: su nombre antiguo significa "la fortaleza de Augusto" (véase el artículo dun). Estaba destinada a sustituir a Bibracte, la capital de los heduos, como agradecimiento a este pueblo por su alianza ancestral con Roma. Augusto manifestaba así su voluntad de crear una gran ciudad en la Galia que demostrara el poder de Roma. Así, Augustodunum se dotó de espléndidos monumentos.
La fundación de Autun atrajo a las poblaciones de los alrededores, en particular a los habitantes de Bibracte, el oppidum de los heduos, que poco a poco fue cayendo en el olvido.
Tomada por Julio Sacroviro en el año 21 d. C., fue el centro de la rebelión de este galo, que se suicidó en sus inmediaciones.
En el siglo III la ciudad se rebeló contra la dominación del Imperio galo y se alineó con el emperador Claudio II. En 270 sufrió un asedio de siete meses, y fue ocupada y saqueada por el usurpador Victorino. Se levantó de sus ruinas bajo la Tetrarquía. Su asedio y reconstrucción fueron mencionados al cabo de una generación por los rétores galos de la escuela de Autun, en 298 por Eumenio y en 311 por un anónimo en su panegírico de Constantino.

## Vías romanas e itinerarios

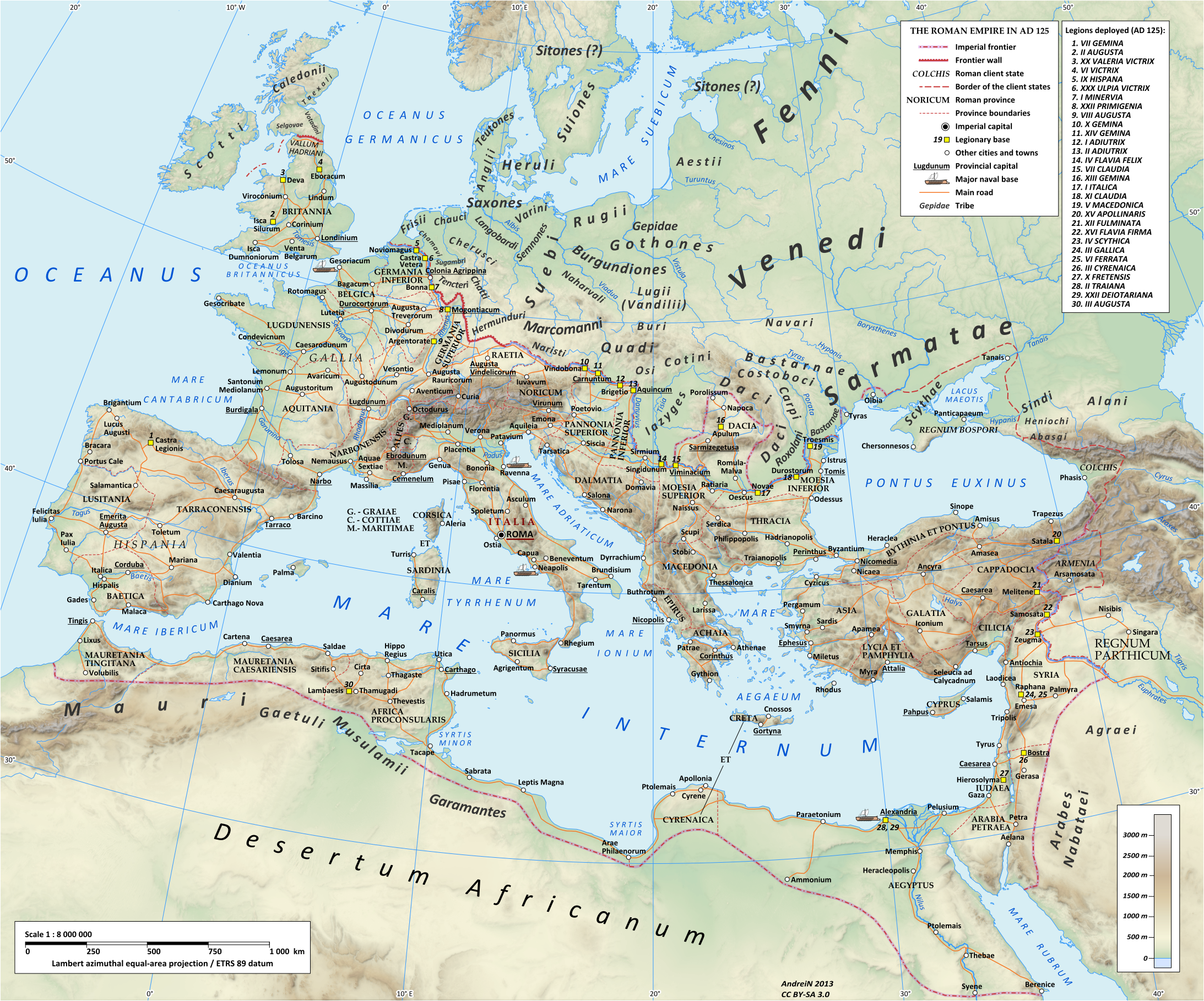
Mapa de las principales calzadas romanas en tiempos de Adriano (c. 125). Augustodunum estaba conectada a la red de Agripa.

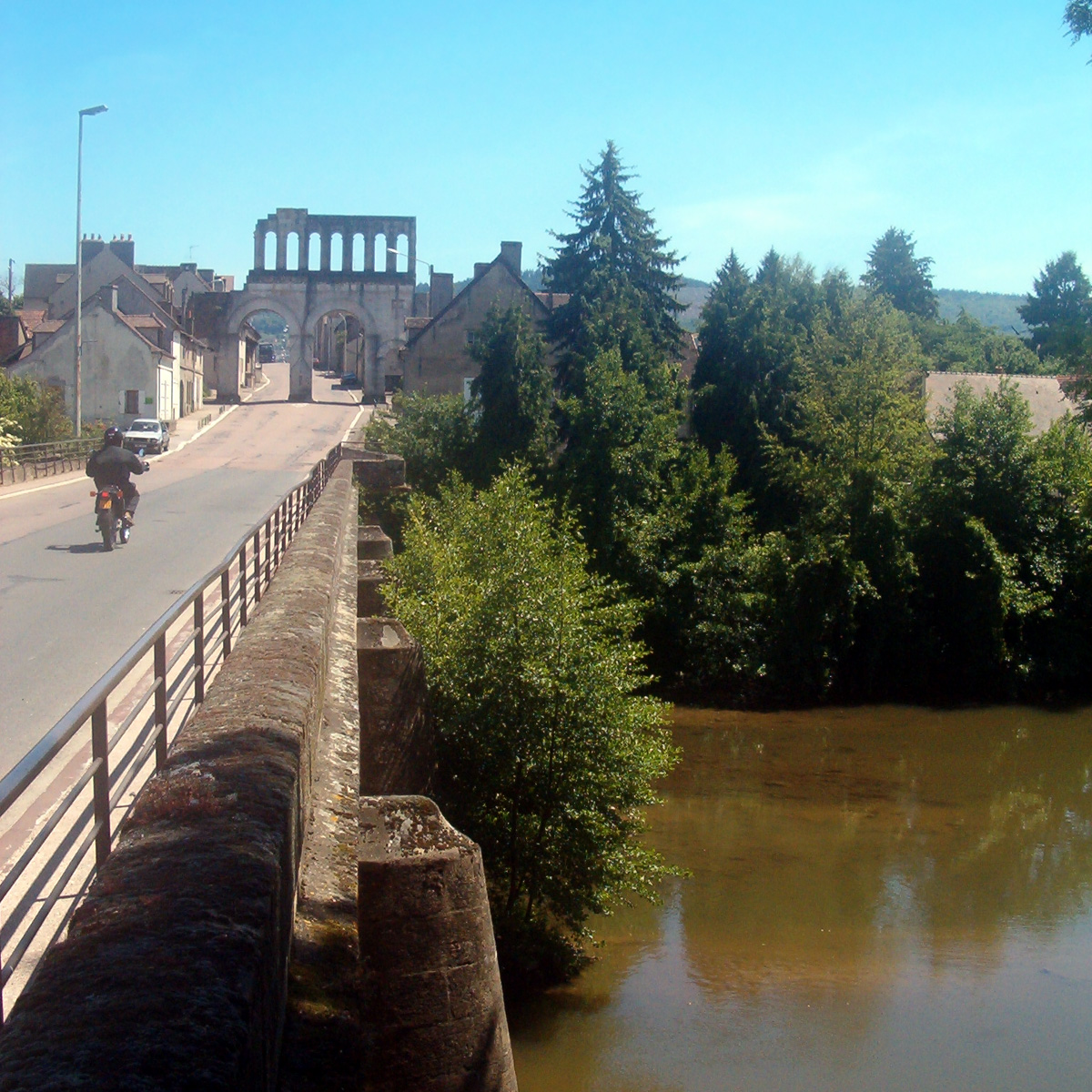
Puerta de Arroux al norte de Autun.

La creación de la ciudad, en la margen izquierda del Arroux, desplazó indiscutiblemente los antiguos ejes de comunicación que se dirigían hacia Bibracte. Desde Autun se puede identificar con facilidad una red viaria desarrollada en forma de estrella, que utiliza en parte vías anteriores. A la ciudad llegan nada menos que catorce vías, entre ellas dos importantes, la llamada vía de Agripa, que une Lugdunum (Lyon) con Gesoriacum (Boulogne-sur-Mer) pasando por Chalon-sur-Saône, Autun, Auxerre, Sens y Beauvais, y la vía transversal que une el este con el centro, Besanzón y Bourges, pasando por Beaune, Autun y Decize.
- La vía de Cabillonum (Chalon-sur-Saône) sale de las murallas por la puerta sur de la ciudad, conocida como la Puerta de Roma, y continúa inicialmente en línea recta. A unos 120 m, llega al arroyo Accoron y lo cruza por un pequeño puente.
- La vía de Autessiodurum (Auxerre) sale de Autun por la puerta norte, llamada Puerta de Arroux, siguiendo la alineación del cardo maximus, y cruza el Arroux, probablemente sobre un puente. Inmediatamente después se bifurca: el ramal de la derecha, que discurre aproximadamente en dirección norte, es la vía de Saulieu.[10]
- La vía de Andemantunnum (Langres), que salía de la ciudad por la Puerta de San Andrés, también llamada Puerta de Langres, se dirigía hacia el noreste y cruzaba inmediatamente el arroyo Accoron en dirección a Andemantunnum.
- La vía de Vesontio (Besanzón) por Tavaux comparte un tramo con la vía de Langres.
- La vía de Troyes por Alesia sale de la Puerta de Arroux y comparte un tramo con la vía de Langres.
- La vía de Orleans se separa de la vía de Clermont en la localidad de Pierrefitte.
- La vía de Clermont por Bourbon-Lancy sale de Autun por la Puerta de Arroux. Inmediatamente después de cruzar el puente sobre el Arroux se encuentra una bifurcación. La carretera de la derecha conduce a Saulieu y Alise-Sainte-Reine.
- El sistema viario que parte de la puerta de Arroux se divide en dos ramales bajo las murallas de Autun. El ramal que va hacia el suroeste constituye la vía de Autun a Clermont. De esta vía se ramificaba, a unos 7 km de las murallas de Autun, la carretera de Decize por Saint-Honoré, que conducía a Bourges.

La ciudad de Augustodunum aparece en la Tabula Peutingeriana, aunque sólo se mencionan algunas vías.

## Monumentos

### Las murallas
- La cortina

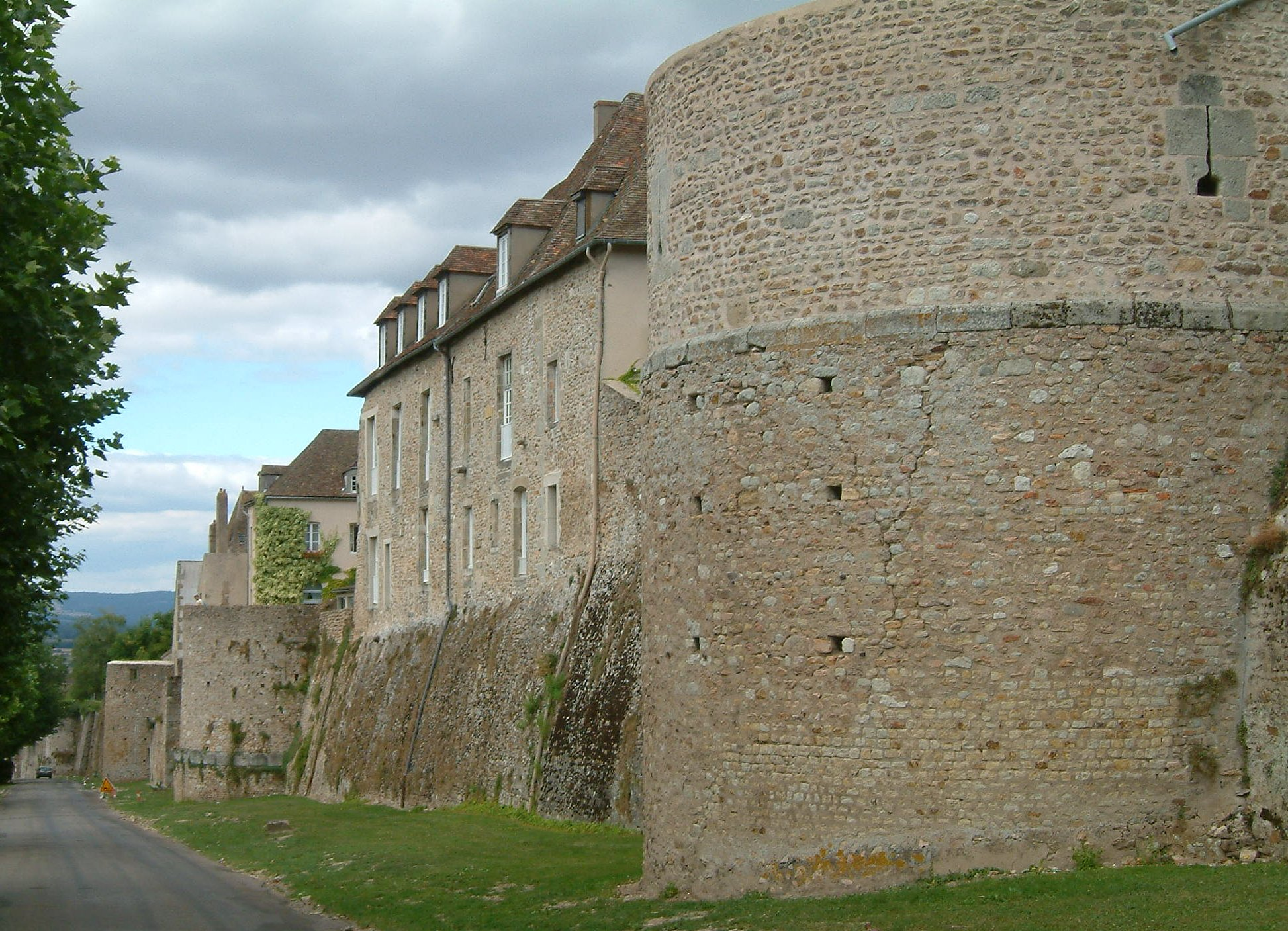
Las murallas romanas de Autun.

La muralla de Autun es una de las mejor conservadas de la Galia romana. Fue diseñada en tiempos del emperador Augusto, fundador de la ciudad. La muralla ceremonial, de 6.025 m de longitud (la tercera más larga de la Galia, después de las de Nîmes y Tréveris), contaba con 57 torres. Está situada lo más cerca posible de los ríos que delimitan la ciudad, tiene forma de rombo y abarca una superficie de unas 200 hectáreas. Su núcleo está constituido por un bloque de granito de dos micas y gneis de extracción local. Los paramentos presentan hileras regulares de pequeños bloques de arenisca de la meseta de Antully. Estos bloques están cortados en forma de "granos de maíz" para mejorar la cohesión con los bloques internos.
A tenor de los vestigios de la puerta de San Andoquio, se estima que la altura original de la cortina —muy probablemente almenada, si nos atenemos a los vestigios observados por J. Roidot— era de 13 m. El espesor medio del muro es constante y varía entre 2,40 m y 2,50 m. El método de construcción es homogéneo en todo el recorrido.
Estaba atravesada por cuatro puertas, de las que partían las principales vías de comunicación: la Puerta de Roma (hoy desaparecida, pero cuyos cimientos fueron excavados en 1610), la Puerta de Arroux al norte, la Puerta de San Andrés al este y la Puerta de San Andoquio al oeste (una parte de la torre sur se conserva en los vestigios de la abadía de San Andoquio). Se conservan dos de estas cuatro puertas, ubicadas en los extremos de las dos calles principales, el cardo maximus y el decumanus maximus, que se cruzaban perpendicularmente.
- Las torres

Las torres eran todas completamente circulares, pese a lo que pudieran sugerir algunos sondeos incompletos realizados en el siglo pasado. Originalmente existían 53 o 54 torres, dependiendo de si se admite o no la existencia de una torre entre el teatro y el anfiteatro, sin contar las torres que flanqueaban las cuatro puertas (que no son circulares, sino que tienen forma de U).

### La Puerta de San Andrés

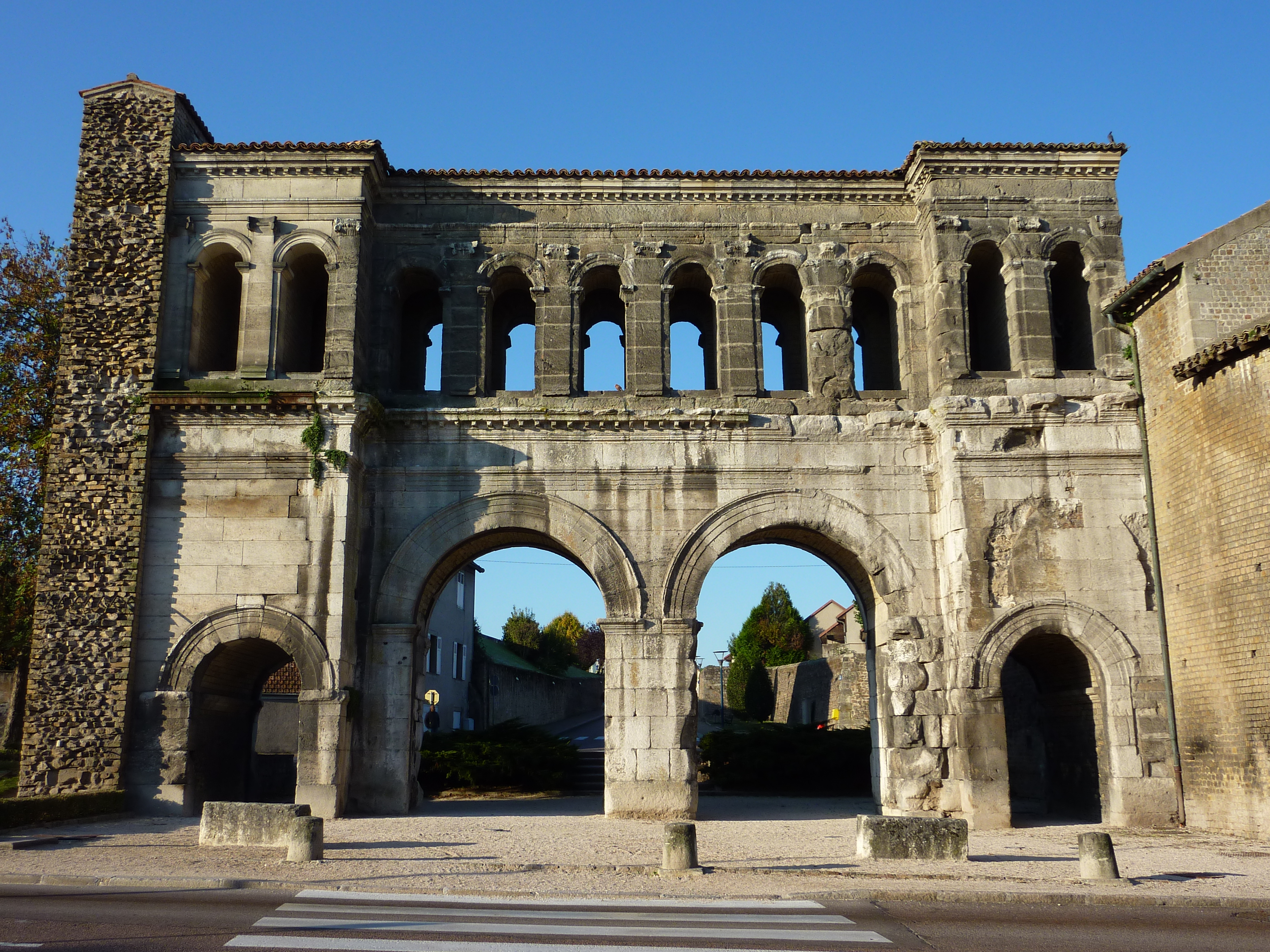
La Puerta de San Andrés.

Desde el siglo I, la monumental Puerta de San Andrés constituía la entrada oriental del decumanus maximus, eje principal este-oeste de la ciudad. Al igual que las demás puertas de la ciudad, estaba flanqueada por dos torres semicirculares, una de las cuales se conserva en la actualidad y alberga la capilla de San Andrés. Esta puerta mide 14,50 m de alto y 20 m de ancho.

### La Puerta de Arroux

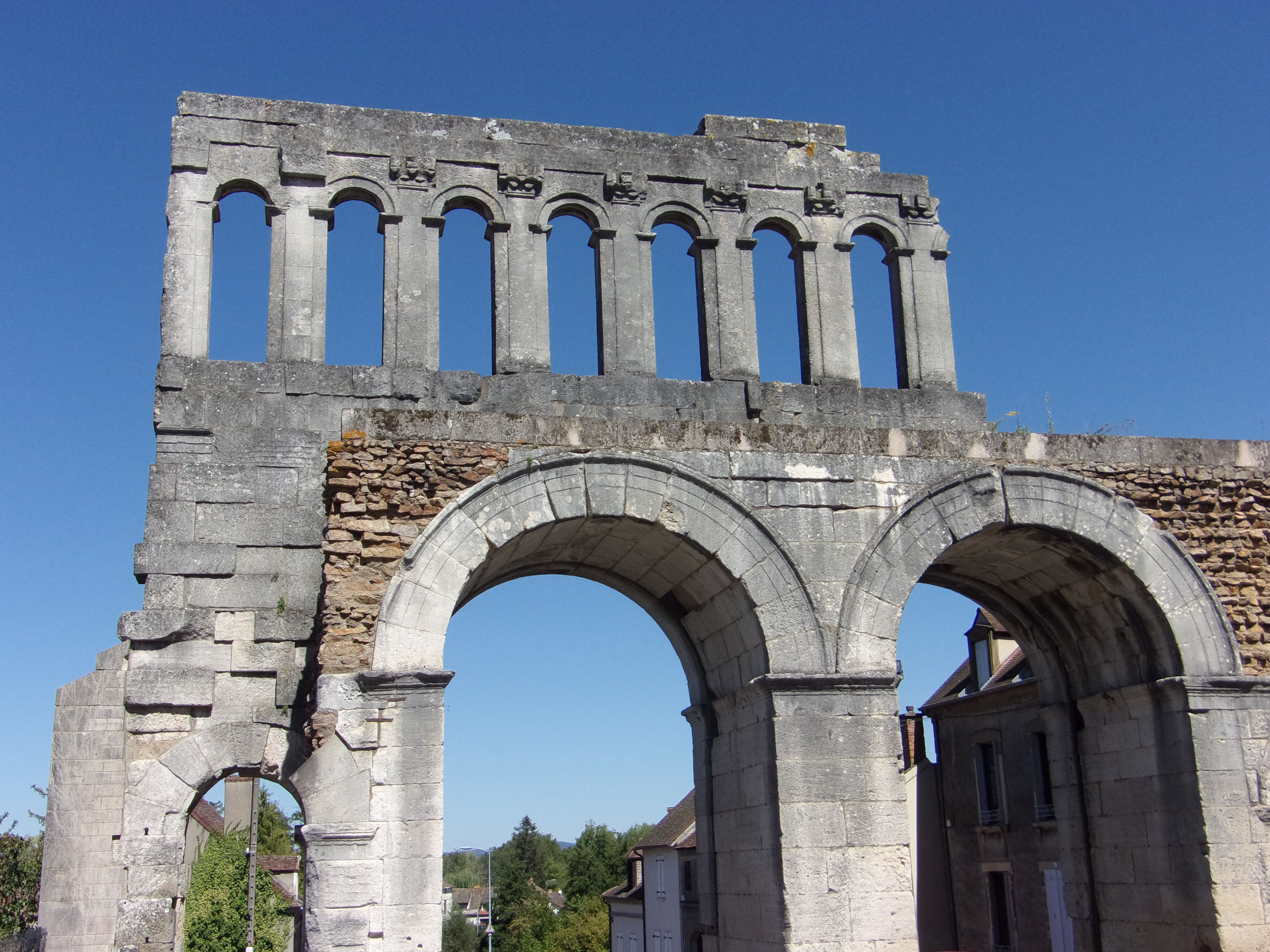
La Puerta de Arroux.

La Puerta de Arroux se sitúa en el extremo norte del eje principal norte-sur de la ciudad, el cardo maximus. Sus dos torres semicirculares enmarcan cuatro arcos: dos para carros, en los que se aprecian las ranuras del rastrillo, y dos para peatones. Esta puerta mide 17 m de alto y 19 m de ancho.

### El teatro

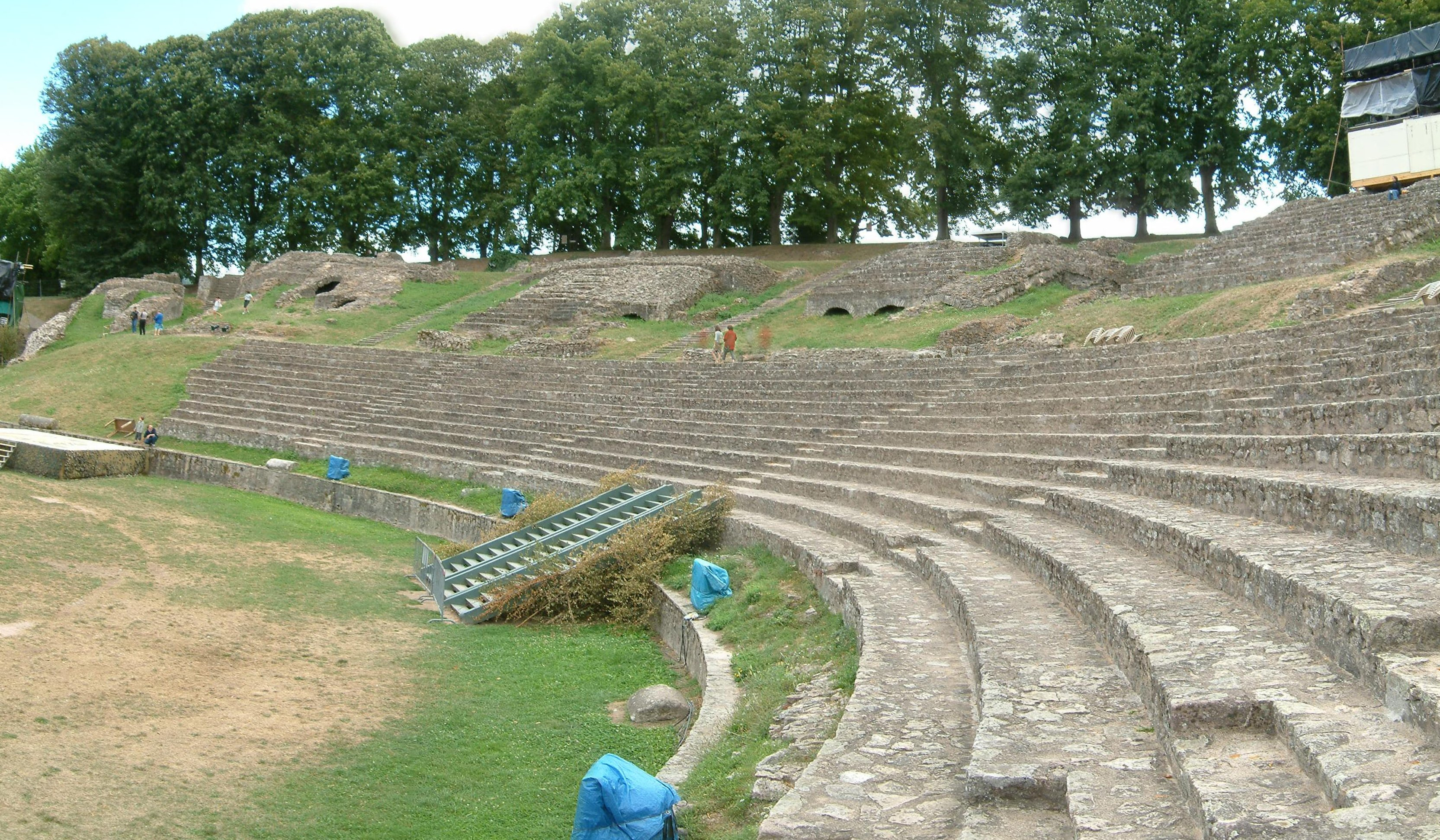
El teatro romano.

El teatro romano fue construido a principios del siglo I d. C. y podía albergar hasta 20.000 personas. Las dimensiones del teatro son considerables. Su diámetro de 147,80 m, verificado por cálculos recientes, lo convierte en el mayor teatro antiguo conocido de la Galia, o incluso del mundo romano, junto con el teatro que Pompeyo construyó en el Campo de Marte, cuyas dimensiones no se conocen con certeza. Comparado con otras ciudades de la Galia, de mayor población, estas dimensiones son excepcionales.

### El anfiteatro

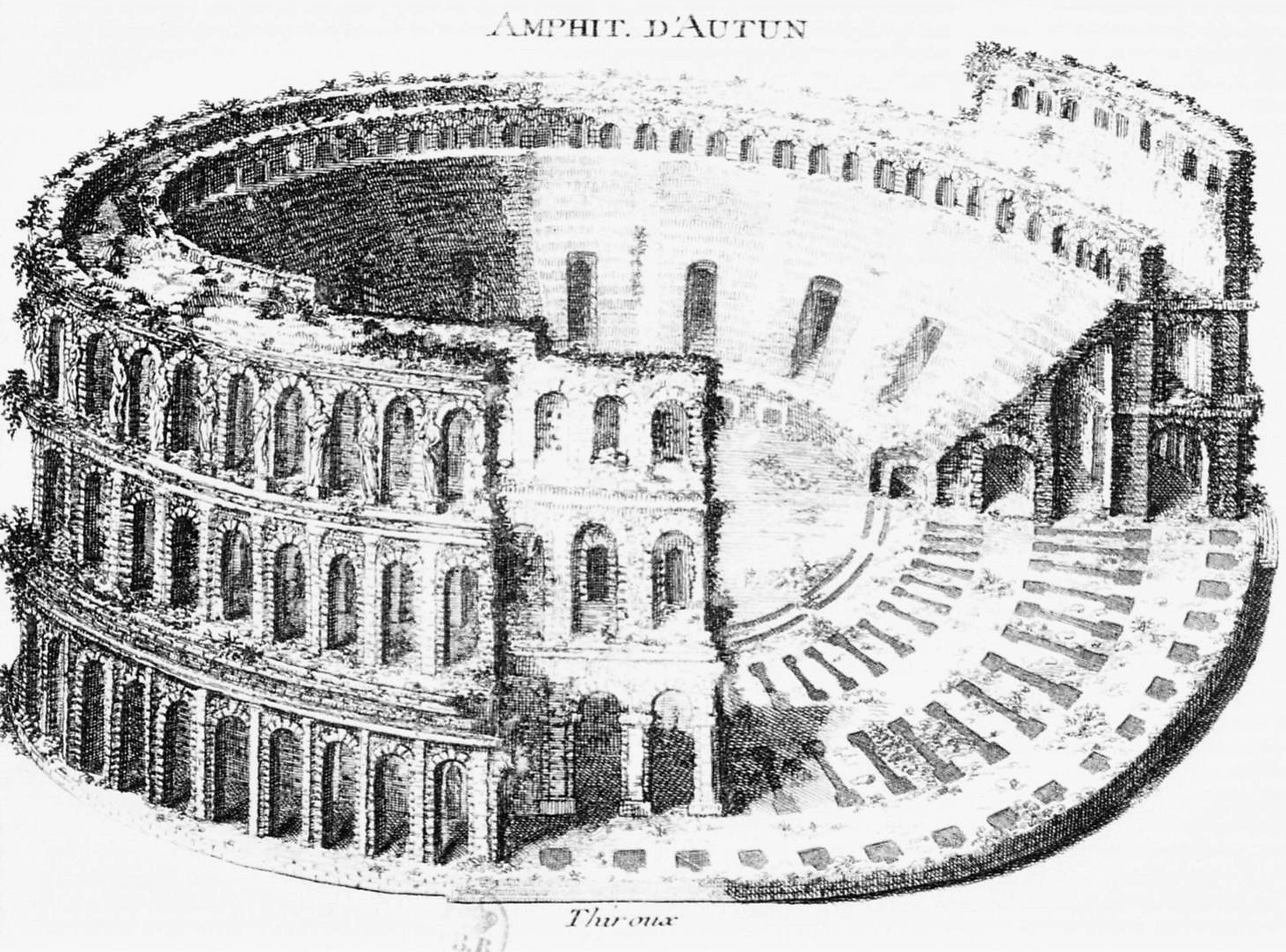
El anfiteatro representado por Bernard de Montfaucon. Imagen sin valor histórico.

El anfiteatro estaba situado cerca del teatro, en la parte oriental de las murallas de la ciudad. No se conservan restos de él, pero se ha determinado que tenía unas dimensiones totales de 154 x 130 m y que la arena medía 74 x 19 m. Esto lo convierte en uno de los mayores anfiteatros conocidos de la Galia. El anfiteatro se construyó entre principios del periodo flaviano y el siglo II d. C.
Es posible que sucediera a otro monumento construido con materiales perecederos y que su construcción, contemporánea a la del teatro, formara parte de un plan urbanístico organizado que agrupaba los monumentos de ocio de la ciudad en este sector.

### El teatro extramuros
En 1976 se descubrió un segundo teatro extramuros mediante prospección aérea en un lugar conocido como Le Haut-du-Verger, cerca del templo de Jano. Se llevaron a cabo sondeos para determinar su planta.

### El Cardo Maximus
El cardo maximus constituye el verdadero eje y espina dorsal de la ciudad. Elemento esencial del paisaje urbano, está profundamente insertado en la topografía y su trazado es aún perceptible en la actualidad. De orientación sureste-noroeste, une la Puerta de Roma con la Puerta de Arroux y constituye la entrada a la ciudad desde la Vía de Agripa. Su trazado, que recorre 1.570 m, es conocido desde hace mucho tiempo.
Con sus aceras, y sin contar los pórticos, el cardo maximus tiene una anchura de unos 16 m, lo que le confiere un carácter monumental a su paso por la ciudad. Desde la Puerta de Roma, esta calle sube una fuerte pendiente, sigue el trazado de la calle Jambe-de-Bois, atraviesa la plaza Charmasse, la parte oriental del centro hospitalario, pasa bajo las casas 4 y 3 de la calle Mazagran, por el sótano del número 30 de la calle Marchaux, bajo la calle de París, y luego sigue la calle Faubourg-d'Arroux hasta la Puerta de Arroux.

### El Templo de Jano

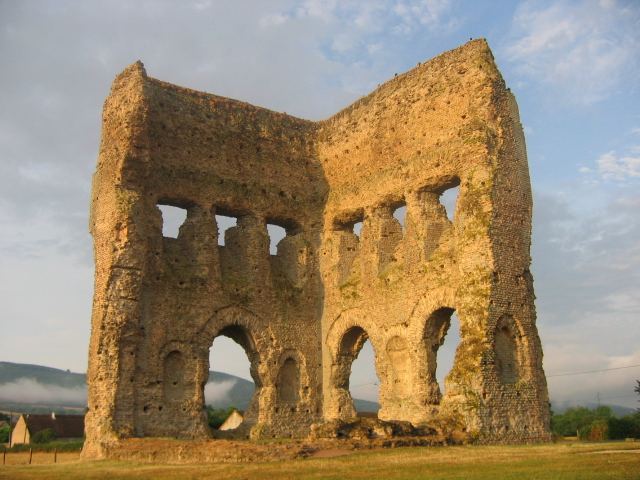
Templo de Jano.

El templo de Jano se sitúa en un arrabal rural al noroeste de la ciudad amurallada y data probablemente del siglo I d. C. Su forma de fanum recuerda al estilo de las numerosas construcciones galas de madera anteriores a la conquista romana, aunque la técnica arquitectónica es romana. Contaba con una cella (sala de culto), una especie de torre cuadrada de 24 m de altura y 16 m de anchura, que se ha conservado bien hasta nuestros días, aunque en el pasado estuvo cubierta. Estaba rodeada en su planta baja por una galería: bajo las ventanas del primer piso puede verse el lugar donde se encontraban las vigas que sostenían el techo.
En realidad, la deidad a la que se consagró el templo sigue siendo desconocida. Su supuesta advocación al culto de Jano carece de fundamento y se debe al historiador Pierre de Saint-Julien de Balleure, que asoció el nombre de Jano con el del paraje en el que se ubica el templo, La Genetoye, que significa "lugar donde crecen las retamas" (en francés genêts).
Fue restaurado por primera vez en 1874 por Jean Roidot-Déléage.

### Pirámide de Couhard

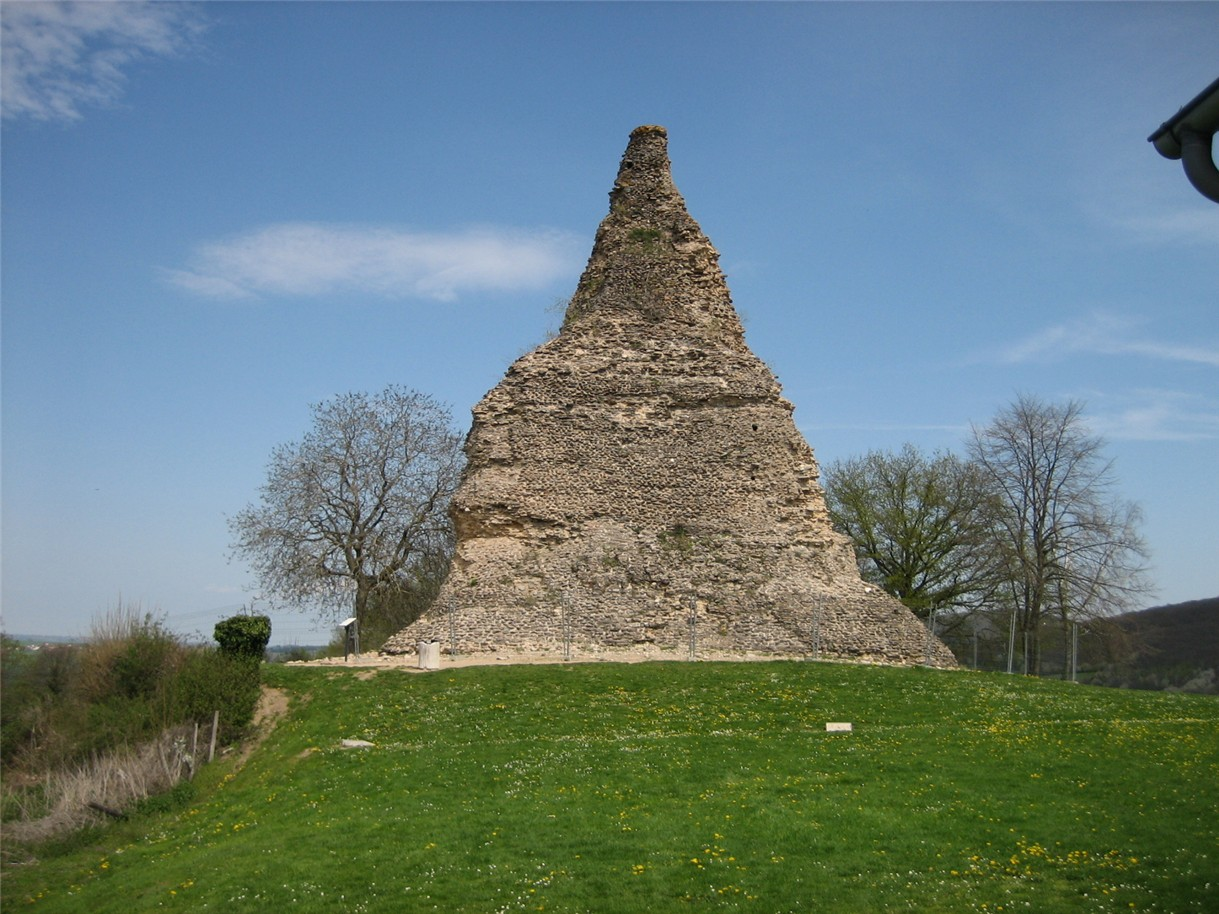
Pirámide de Couhard

Este monumento se construyó probablemente en el siglo I d. C. Sólo ha llegado hasta nuestros días el bloque interior. Estaba recubierto de un paramento regular que conformaba una pirámide y alcanzaba unos 33 m de altura. Se alza en una de las principales necrópolis de la ciudad, por lo que, aunque su interpretación ha suscitado muchas controversias, lo más probable es que se tratara de un monumento funerario: una tumba que cubría los restos de un difunto o un cenotafio que honraba su memoria.
En la actualidad, la pirámide parece tener un orificio, producto de las excavaciones que se realizaron en 1640. En el siglo XIX se llevaron a cabo nuevas excavaciones, pero no resultaron fructíferas. No obstante, en la base del monumento se encontró una "tablilla mágica" del siglo II con inscripciones maléficas en latín y griego.
La piedra de Couhard se encuentra cerca de la cascada de Brisecou.

## Comercio y tecnología

### Hornos de cerámica
Se han encontrado vestigios de numerosos hornos de alfarería, puesto que la ciudad era, desde finales del siglo I, "uno de los grandes centros de producción de cerámica de la Galia". El taller del alfarero Pistillus era particularmente conocido en el siglo III por haber perfeccionado una técnica de cocción que evitaba que las llamas ennegrecieran los objetos. Su taller fabricaba estatuillas, platos dorados de mica y loza fina de reflejos metálicos, que se exportaban hasta las orillas del Danubio. La reconstrucción de uno de estos hornos por parte los arqueólogos ha permitido arrojar luz sobre el proceso de fabricación de la cerámica romana, desde la arcilla en bruto hasta la pieza terminada.

### Vaso
En noviembre de 2020, durante la excavación de 230 sepulturas de una importante necrópolis, los arqueólogos descubrieron un vaso de vidrio diatreta (tallado) de la época tardorromana. Se trata del primer ejemplar de este tipo hallado en territorio francés de la quincena que existe en el mundo. En 2021, el vaso fue sometido a un meticuloso trabajo de restauración en Alemania, ya que sus cientos de fragmentos sólo se mantenían unidos por la tierra que los rodeaba. Mide 12,6 cm de alto y 15 cm de diámetro, pesa en total 196 gramos y el vidrio que rodea su borde tiene un grosor de apenas dos milímetros. Está decorado con motivos tallados y presenta una inscripción latina en mayúsculas a su alrededor formada por las palabras Vivas feliciter ("Que vivas feliz").